# The Damage Is Done
The Damage Is Done ist ein Jazzalbum von Joe McPhee, Peter Brötzmann, Michael Zerang und Kent Kessler. Die am 16. März 2008 im Veranstaltungsort Alchemia in Krakau entstandenen Aufnahmen erschienen 2009 auf Not Two Records.

## Hintergrund
Bei diesem Live-Date traten die legendären Free-Jazz-Pioniere Peter Brötzmann und Joe McPhee mit zwei der führenden Musiker Chicagos auf, Bassist Kent Kessler und Schlagzeuger Michael Zerang. Die vier gehörten in dieser Zeit auch Brötzmanns Chicago Tentet an. Dieses Quartett hatte zuvor bereits zwei Aufnahmen veröffentlicht, Tales Out of Time (hatOLOGY, 2004) und Guts (Okkadisc, 2007).

## Titelliste
- McPhee, Kessler, Zerang, Brötzmann: The Damage Is Done (Not Two Records MW 823-2)[2]

CD 1 – Set One
1. The Damage Is Done 30:30
2. Alchemia Souls 17:46

CD 2 – Set Two
1. A Temporary Trip 16:20
2. With Charon 15:08
3. On the Acheron 14:08
4. Into the Hades 8:32

Die Kompositionen stammen von McPhee, Kessler, Zerang, Brötzmann.

## Rezeption
Nach Ansicht von Mark Corroto, der das Album in All About Jazz rezensierte, sei der offensichtliche Bezugspunkt hier die Legende von Albert Ayler und seinem Bruder Donald. Brötzmann habe seine Bewunderung für den Geist des Free Jazz nie gescheut. Mit Brötzmann am Tenor und McPhee an der Trompete sei die Aufmerksamkeit auf Ayler mit „With Charon“ und dem Titeltrack (alle über 30 Minuten lang) deutlich zu hören. Die Ausdauer von Brotzmann und McPhee, die zur Zeit der Aufnahme beide fast 70 Jahre alt waren, sei beeindruckend. Das Paar liefere einen Energieschub mit einer unerbittlichen Attacke, wobei die einzige Pause durch die Soli von Zerang und Kessler entstehe. Damit verlangsamt sich das Tempo, sodass Brötzmann aus einer anderen Palette malen könne. Dieser sanftere Ansatz fungiere als Sammelpunkt, bevor die Musik ihre Energiemuster wieder nach außen ausbreite. Die stilistische Breite und Kraft dieser vier Spieler komme in dieser knackigen und kraftvollen Live-Aufnahme mit einer erschöpfenden Klarheit zum Ausdruck.